# Camilla Møllebro
Camilla Møllebro Pedersen (født 21. maj 1984) er en tidligere dansk professionel cykelrytter. Hun vandt sølv ved DM i enkeltstart i 2015 og deltog i kvindernes enkeltstart ved VM i landevejscykling 2015.

## Meritter
2015
8 sammenlagt i BeNe Ladies Tour
7 i etape 2a i BeNe Ladies Tour (enkeltstart)
7 i DM i linjeløb
2 i DM i enkeltstart
10 i enkeltstart for juniorer ved de Europæiske Lege
2016
7 i DM i linjeløb
6 i DM i enkeltstart
10 i Pajot Hills Classic
4 i 4. etape af Tour de Feminin-O cenu Českého Švýcarska
5 i bjergkonkurrencen.
7 i 1. etape af Ladies Tour of Norway
9 i 2. etape af Ladies Tour of Norway
2017
 Dansk mester i linjeløb
5 i enkeltstart ved DM
12 samlet Tour of Zhoushan Island
1 i bjergklassifikationen
9 i pointklassifikationen
5 i 1. og 3. etape
9 i 2. etape
10 i pointklassifikationen i Festival Elsy Jacobs
5 i 2. etape af Festival Elsy Jacobs
7 i 2. etape i Healthy Ageing Tour (holdtidskørsel)